# Alyssomyia bulbosa
Alyssomyia bulbosa är en tvåvingeart som beskrevs av Artigas 1970. Alyssomyia bulbosa ingår i släktet Alyssomyia och familjen rovflugor. Inga underarter finns listade i Catalogue of Life.